# Marmosa
A Marmosa, vagy egéroposszumok, az erszényesek közé tartozó oposszumok (Didelphimorphia) rendjének és az oposszumfélék (Didelphidae) családjának egy neme.
Egyes rendszerezések a Marmosa nemet az oposszumalakúak rendjén belül külön családba, az egéroposszum-félék (Marmosidae) családjába, azon belül az egéroposszumok-formák (Marmosinae) alcsaládjába sorolják.

## Rendszerezés
A nembe az alábbi fajok tartoznak:
- Anderson-egéroposszum (Marmosa andersoni)
- törpe egéroposszum (Marmosa lepida)
- mexikói egéroposszum (Marmosa mexicana)
- közönséges egéroposszum (Marmosa murina)
- Robinson-egéroposszum (Marmosa robinsoni)
- vörös egéroposszum (Marmosa rubra)
- álarcos egéroposszum (Marmosa tyleriana)
- szürke egéroposszum (Marmosa xerophila)
- barnahátú egéroposszum (Marmosa quichua)

## Előfordulásuk
Ez az erszényes család Mexikótól Közép-Argentínáig fordul elő. Az állatok csak az Andokban, a chilei sivatagban és Patagóniában nem találhatók meg. Bár a legtöbb fajt nem fenyegeti a kihalás veszélye, hosszabb távon kedvezőtlen hatása lehet a bozótosok és esőerdők pusztulásának.

## Megjelenésük
Fej-törzs-hossza 7,5-18,5 centiméter, farokhossza 7-28 centiméter, míg testtömege 40-230 gramm. Az egéroposszumok éjjel a fülüket lelapítják. Arcorruk hosszú és hegyes, szemük kidomborodót, bundájuk pedig sima és fényes. Lábukon öt ujj van, melyeket fogásra használják. Kulcsoló farkuk alkalmas fogásra és kapaszkodásra. Néhány fajnak úgynevezett „zsírfar” alakult ki a tápanyag raktározására.

## Életmódjuk
Az állatok magányosan élnek, táplálékuk állhat rovarokból, kis rágcsálókból, madártojásokból és gyümölcsökből. A szabad természetben körülbelül 1 évet élnek.

## Szaporodásuk
Az ivarérettség 9 hónapos korban következik be, a párzási időszak néhány fajnál egész évben, másoknál évszaktól függően, egyes fajok háromszor is párzanak évente. A vemhességi idő 14 napig tart és az utódok száma 3-15 között van. Nincs erszényük, a kölykök anyjuk hátán vagy a hátsó lábai között lógnak.